# Let It Roll: Songs by George Harrison
Let It Roll: Songs by George Harrison é um álbum de George Harrison. Contém 19 faixas, incluindo grandes sucessos e algumas versões ao vivo. Entre as faixas, destacam-se as que atingiram o primeiro lugar nas paradas, "My Sweet Lord", "Isn't It A Pity", "Give Me Love (Give Me Peace on Earth)" e "Got My Mind Set On You".
As 19 faixas foram digitalmente remasterizadas por Giles Martin, filho de George Martin no IME da Abbey Road Studios.

## Faixas
Todas as músicas compostas por George Harrison, exceto onde anotadas.
1. "Got My Mind Set on You" (Rudy Clark) - 3:52
2. "Give Me Love (Give Me Peace on Earth)" - 3:35
3. "The Ballad of Sir Frankie Crisp (Let It Roll)" - 3:48
4. "My Sweet Lord" - 4:40
5. "While My Guitar Gently Weeps" - 4:46
6. "All Things Must Pass" - 3:46
7. "Any Road" - 3:52
8. "This Is Love" - 3:47
9. "All Those Years Ago" - 3:46
10. "Marwa Blues" - 3:41
11. "What Is Life" - 4:25
12. "Rising Sun" - 5:27
13. "When We Was Fab" (George Harrison/Jeff Lynne) - 3:51
14. "Something" - 3:10
15. "Blow Away" - 3:59
16. "Cheer Down" (George Harrison/Tom Petty) - 4:06
17. "Here Comes the Sun" - 2:54
18. "I Don't Want To Do It" (Bob Dylan) - 2:54
19. "Isn't It a Pity" - 7:07